# Chernomor Avia
Chernomor Avia (Russisch: Черномор Авиа) was een Russische luchtvaartmaatschappij met haar thuisbasis in Sotsji. Zij voerde passagiers- en chartervluchten uit binnen en buiten Rusland.

## Geschiedenis
Chernomor Avia is opgericht in 1995 als Chernomorskie Airlines. Vanaf 1997 wordt de huidige naam gevoerd.

## Vloot
De vloot van Chernomor Avia bestond uit: (okt.2006)
- 1 Tupolev TU-134A